# Bulbul bru
El bulbul bru (Phyllastrephus strepitans) és una espècie d'ocell de la família dels picnonòtids (Pycnonotidae). Es troba a Etiòpia, Kenya, Somàlia, Sudan del Sud, Sudan, Tanzània i Uganda. Els seus hàbitats principals són els boscos tropicals i subtropicals de frondoses secs, els boscos tropicals i subtropicals de frondoses humits de les terres baixes i de l'estatge montà, la sabana seca, els matollars secs i humits tropicals i subtropicals i les zones riberenques. El seu estat de conservació es considera de risc mínim.